# Chích bông nâu
Chích bông nâu hay chích bông lưng ô liu (danh pháp hai phần: Orthotomus sepium) là một loài chim chi Chích bông trong họ Chiền chiện. Nó là loài bản địa Indonesia.

## Hình ảnh

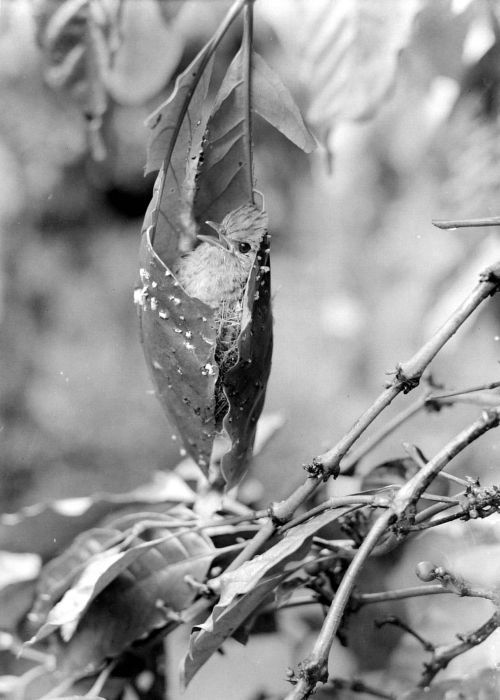
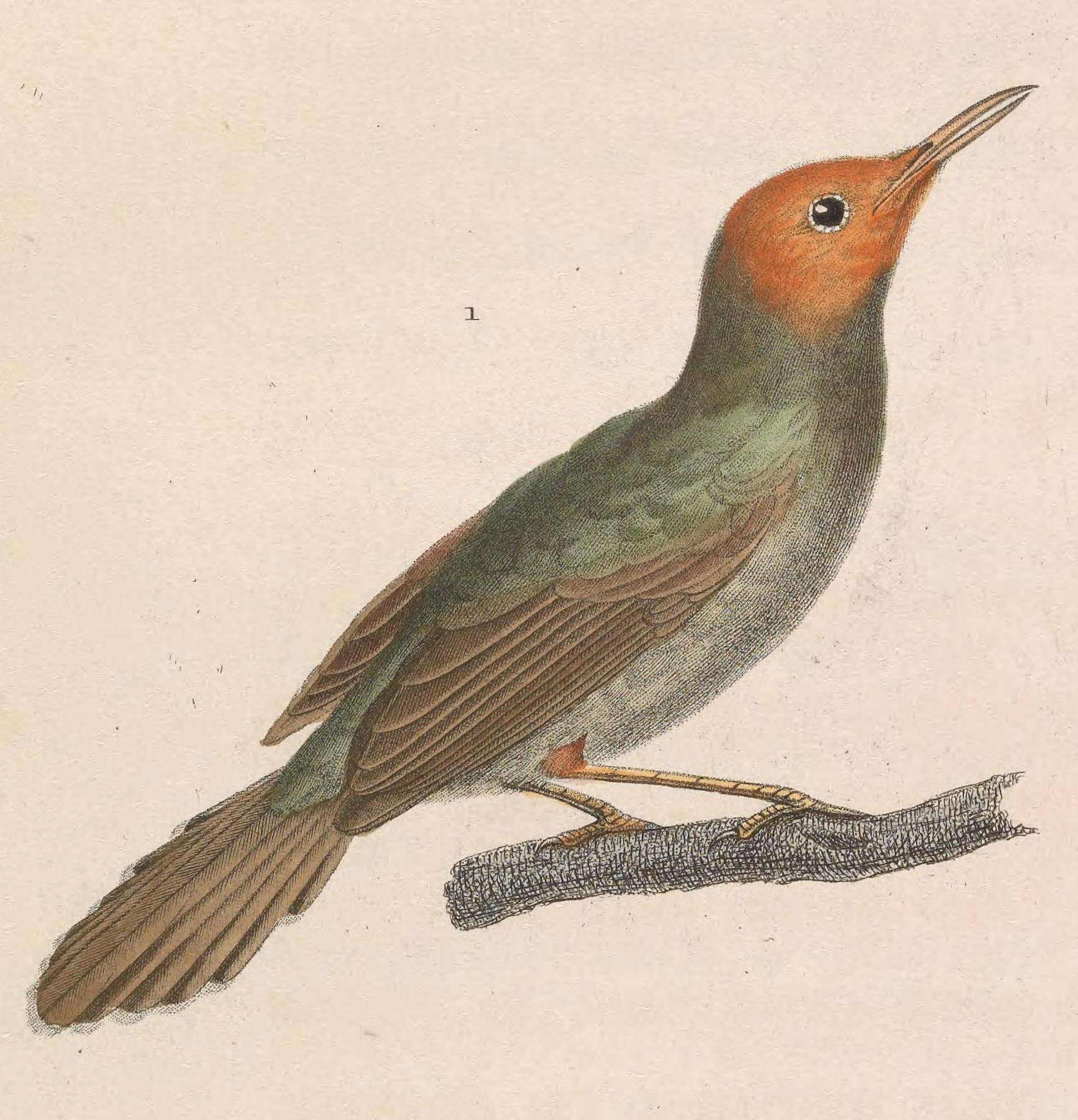